# Tranvia Madrid-Boadilla
La tranvia Madrid-Boadilla è una metrotranvia della rete tranviaria di Madrid a servizio della città di Madrid e dei comuni limitrofi di Pozuelo de Alarcón, Alcorcón e Boadilla del Monte. Classificata come Metro Ligero 3 o Linea ML3 (abbreviato in ML3), è gestita dalla Metro Ligero Oeste come la tranvia Colonia Jardín-Aravaca (ML2), con il quale condivide il capolinea di Colonia Jardín.
Questa linea è stata inaugurata nel 2007, analogalmente alle altre due linee della rete tranviaria di Madrid.

## Caratteristiche
La linea è una tranvia in sede separata a doppio binario elettrificato in corrente continua da 750 V e scartamento normale, lunga complessivamente 13,7 chilometri. Il gestore è Metro Ligero Oeste S.A.
La tranvia è in parte in sede separata e in parte in sede mista, in particolare nel comune di Boadilla del Monte dove il percorso è integrato con il traffico veicolare. I tratti sotterranei sono limitati e l'unica stazione sotto il livello del suolo e quella di Montepríncipe, che però è a cielo aperto, in quanto il tunnel termina appena prima della stazione e riprende subito dopo. Sono numerosi gli attraversamenti a raso con priorità semaforica o gli attraversamenti di rotatorie.
Lungo il percorso vi sono tre cavalcavia e due diramazioni: una per Aravaca e una per il deposito-officina.
Il capolinea di Colonia Jardín, oltre ad essere l'unica stazione nel comune di Madrid, è anche l'unica stazione che permette l'interscambio con altri mezzi di trasporto urbani della capitale spagnola, in particolare con la linea ML2 della metrotranvia e con la linea 10 della metropolitana di Madrid.

## Materiale rotabile
I mezzi impiegati nella linea sono gli Alstom Citadis, analoghi a quelli utilizzati nelle altre linee tranviarie della città, nonché nella tranvia di Parla.